# ヴァルトゾルムス
ヴァルトゾルムス (ドイツ語: Waldsolms) は、ドイツ連邦共和国ヘッセン州ギーセン行政管区のラーン＝ディル郡に属す町村（以下、本項では便宜上「町」と記述する）である。

## 地理

### 位置
ヴァルトゾルムスはヒンタータウヌス東部、ヴェッツラーとウージンゲンとの間のタウヌス自然公園に位置している。町内をゾルムスバッハ川が流れており、主邑のブラントオーベルンドルフを含む多くの集落がこの川沿いにある。
ラーン＝ディル郡の南端は、この町とグレーヴェンヴィースバッハとの町境である。

### 隣接する市町村
ヴァルトゾルムスは、北はブラウンフェルスおよびシェッフェングルント（ともにラーン＝ディル郡）、東はラングゲンス（ギーセン郡）、南東はブッツバッハ（ヴェッテラウ郡）、南はグレーヴェンヴィースバッハ（ホーホタウヌス郡）、西はヴァイルミュンスター（リムブルク＝ヴァイルブルク郡）と境を接している。

### 自治体の構成
この町は、ブラントオーベルンドルフ（行政機関所在地）、グリーデルバッハ、ハッセルボルン、クラフトゾルムス、クレッフェルバッハ、ヴァイパーフェルデンの各地区からなる。

## 歴史
ヘッセン州の地域再編に伴って1971年12月31日にそれまで独立した町村であったブラントオーベルンドルフ、グリーデルバッハ、ハッセルボルン、クラフトゾルムス、クレッフェルバッハ、ヴァイパーフェルデンが自主的に合併し、新たな自治体ヴァルトゾルムスが成立した。

## 行政

### 議会
ヴァルトゾルムスの町議会は、23議席からなる。

### 首長
町長はベルント・ハイネ (SPD) である。

### 姉妹自治体
- ロダン＝ラルドワーズ（フランス語版、英語版）（フランス、ガール県）

## 文化と見所

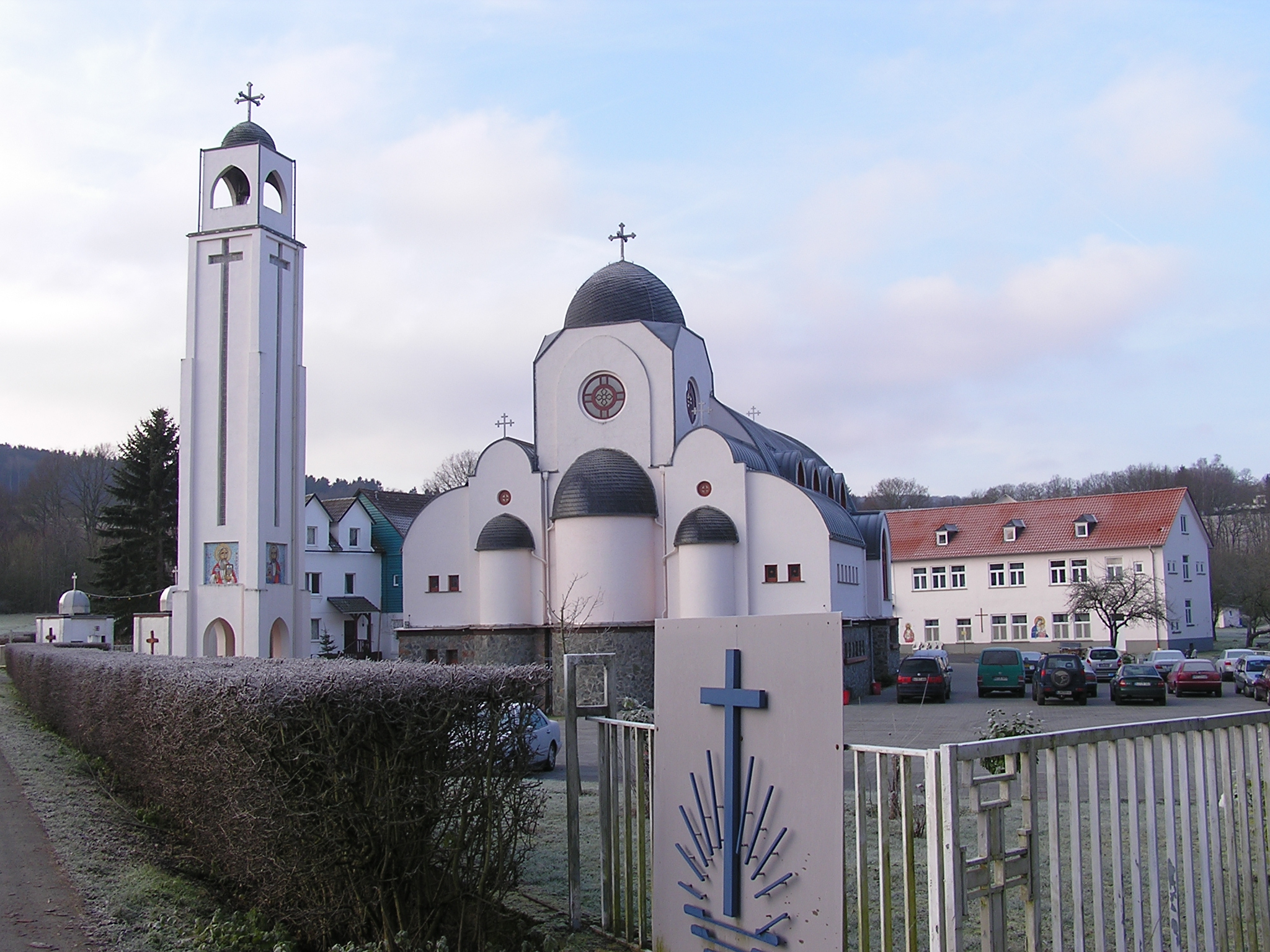
コプト派の聖アントニウス修道院

### 建築
クレッフェルバッハ地区に聖アントニウス修道院がある。この修道院は教会上に小さな鐘楼を戴いている。これらは、エジプトのコプト派教会をモデルに建設された。この修道院は、ヨーロッパにおける最も重要なコプト派の拠点であり、同時に宗派間の交流の場でもある。保護文化財に指定されているブラントオーベルンドルフ福音教会も見所である。

## 経済と社会資本

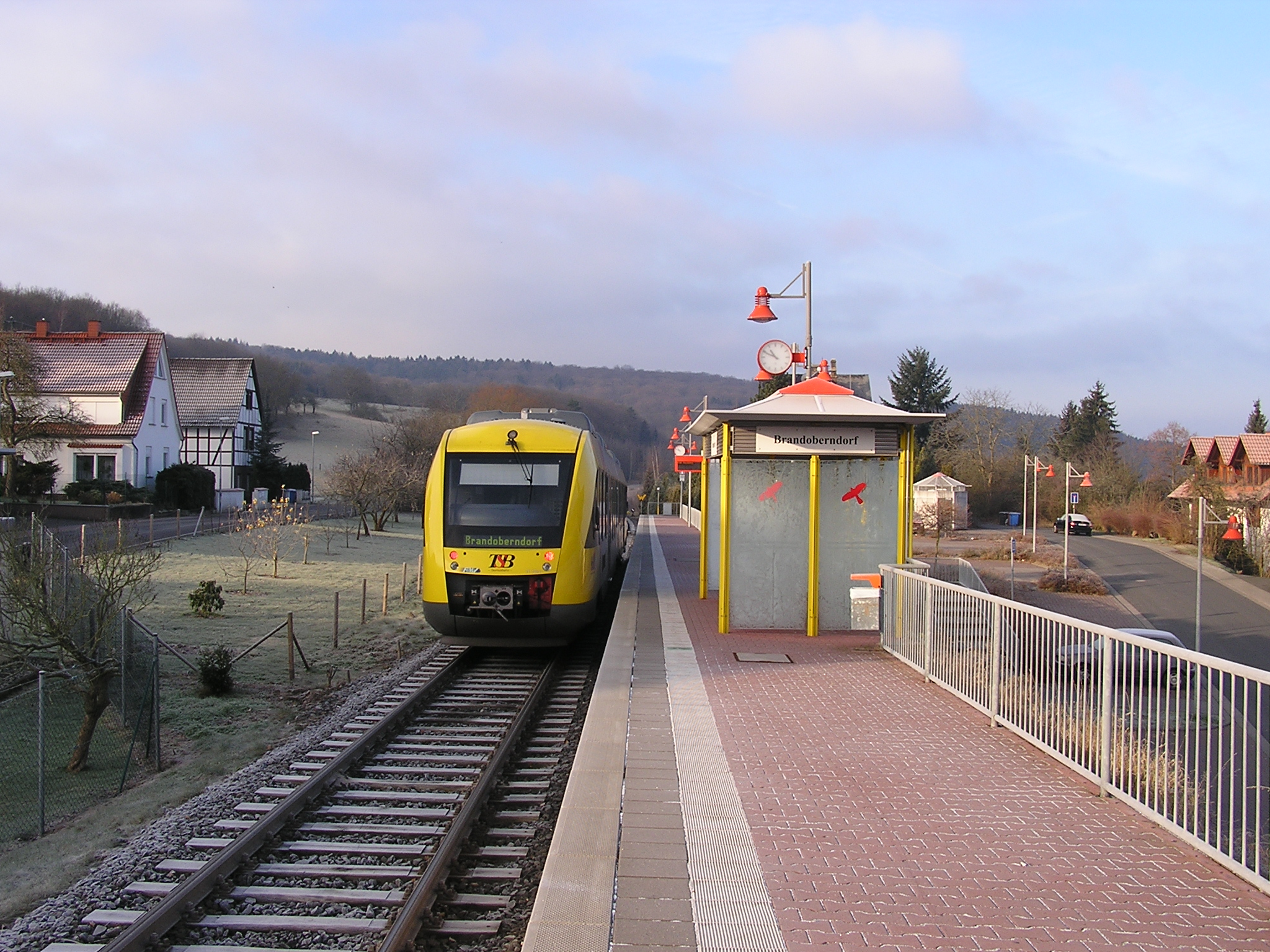
タウヌス鉄道の終点ブラントオーベルンドルフ駅

### 交通
ブラントオーベルンドルフは2000年からヘッセン地方鉄道 GmbH によって RMV-15号線としてフランクフルト (マイン) 中央駅から運行されているタウヌス鉄道の終点となっている。1912年から1985年までここはヴェッツラーからグレーヴェンヴィースバッハに至るゾルムスタール鉄道が通っていたが、やがてヴェッツラー側は撤去された。

### 教育
ロッテ＝エッカート＝シューレ: ブラントオーベルンドルフの基礎課程学校
上級の学校はブラウンフェルス、ヴェッツラー、ウージンゲンにある。
シェヌーダ3世コプト派＝正教神学院: クレッフェルバッハ修道院のコプト派神学研究所